# Orlando Gibbons
Orlando Gibbons (1583 - 1625) foi um compositor britânico. Nascido em Oxford e educado em Cambridge, onde cantou com o coro do King's College, Gibbons trabalhou para a Chapel Royal desde 1603 até a sua morte. Foi reconhecido como um dos melhores organistas de sua geração; como compositor, dominava todas as formas e estilos da época, incluindo música para consorte e para teclado, mas é lembrado sobretudo pelas peças sacras e cânticos refinados. O que subsiste do segundo de seus dois serviços - e seu inúmeros anthems "em verso", como This is the Record of John - mostra uma música excepcional, cheia de vitalidade e do hábil contraponto típicos do estilo barroco. Escreveu a maioria de seusas canções seculares antes de completar 30 anos, e a bela "Silver Swan", do First Set of Madrigals and Motetts,que morreu de hemorragia cerebral 

## Media
The Silver Swanⓘ
CD "The Music of Orlando Gibbons" by The Choir of St. John's College, Cambridge.